# Miengo
Miengo és un municipi de la Comunitat Autònoma de Cantàbria, amb 3.867 habitants. Limita al nord amb el Mar Cantàbric, a l'oest amb la ria de San Martín de la Arena i Suances, al sud amb Polanco i a l'est amb Piélagos.

## Localitats
- Bárcena de Cudón, 250 hab.
- Cuchía, 715 hab.
- Cudón, 527 hab.
- Gornazo, 136 hab.
- Miengo (Capital), 1.066 hab.
- Mogro, 1.292 hab.

## Demografia
| 1900  | 1910  | 1920  | 1930  | 1940  | 1950  | 1960  | 1970  | 1980  | 1990  | 2000  | 2007  |
| ----- | ----- | ----- | ----- | ----- | ----- | ----- | ----- | ----- | ----- | ----- | ----- |
| 1.275 | 1.502 | 1.633 | 2.189 | 2.449 | 2.976 | 3.381 | 3.237 | 3.000 | 3.012 | 3.544 | 4.135 |

Font: INE

## Administració
| Eleccions municipals, 25 de maig de 2003 |      |        |          |
| Partit                                   | Vots | %      | Regidors |
| PP                                       | 1115 | 43,75% | 6        |
| PSOE                                     | 738  | 27,95% | 3        |
| PRC                                      | 499  | 18,90% | 2        |

| Eleccions municipals, 27 de maig de 2007 |      |        |          |
| Partit                                   | Vots | %      | Regidors |
| PP                                       | 1328 | 49,52% | 6        |
| PSOE                                     | 695  | 25,91% | 3        |
| PRC                                      | 538  | 20,06% | 2        |